# 소류 (항공모함)
소류(蒼龍, 일본어: そうりゅう)일본 제국 해군의 항공모함이다. 이 이름을 가지는 일본 해군의 함선으로서는 2척째이다. 개전 이후, 일본 주력 항공 모함으로서 활약했지만, 1942년 미드웨이 해전에서 침몰했다.

## 개요
처음엔 항공순양함 형태로 설계되어 기준 배수량을 10,000톤 가까운 선체에 20.3cm 연장포탑, 3연장포탑 1기 5문에 12.7cm연장고각포 10기 20문이라는 중무장과 고속력을 군령부에서 요구했다. 이는 기본설계번호 G8안이라고 불리는데, 이 안이 채용되지 못한 것은 기공 직전에 발생한 토모즈루 사건의 영향을 받아 복원 성능 부족을 이유로 채용되지 않았다.
또 소류의 동형함으로서 히류(飛龍)가 설계되었지만 히류가 준공될 때에는 워싱턴 군축조약 및 런던군축조약의 효력이 없어졌다고 판단해 그것을 고려해 소류의 설계를 고친 결과 훗날 일본해군의 정규항모 형태가 확립된 것이다. 소류가 준공될 쯤엔 일본군의 항모운용법이 확립되어 소류는 제2함대의 기동항공부대에 배속되어 함상 경폭격기(훗날 함상 폭격기)를 가지고 적 항공모함을 무력화시키고 제공권을 제압하는 임무를 맡게 되었다. 소류의 각 목표는 임무 중 미국 순양함과의 조우전을 고려해 결정되었다.
함교는 우현 전방부에 있으며 우현 중간에 하향식 배출연통이 설치되었다. 엘리베이터는 3대로 후방 엘리베이터 옆에 끌이용 크레인이 있어 카가나 류조에서 보이는 격납고 후부의 도어는 폐지되었다. 패전요인이 된 대미지 컨트롤의 저하를 제외하고는 중형항모로서의 성능은 괜찮아서 15만 마력의 기관을 탑재한 소류의 최대속력은 34.9kt를 기록해 일본해군의 정규항모 중에서 가장 속도가 빠른 함이었다. 또 이전엔 비행갑판 후부에 개함식별용으로서 <サ>라는 문자가 쓰여져 있었지만 최근엔 기입이 없었다는 설이 유력하다. 그 근거로는 <그런 문자는 없었다>라는 수병의 증언과 미드웨이 작전시 그런 것이 보이지 않았다는 것이 그 이유다(원래 동형함인 히류엔 <ヒ>의 문자가 있었기 때문에 작은 표식이라 안보였다는 이야기도 있다).
1938년 중일전쟁시 광동 침공 작전에 첫 출전했고 1941년 12월 8일 진주만 공격에 참가했다. 웨이크 섬 전투, 암보니아 작전에 투입되었으며 세이론 해전시 영국 항공모함 헤르메스를 격파하기도 했다. 미드웨이 해전에서 미국 해군 항공대가 4개의 폭탄을 투하했다. 이 중에 1발이 중앙부에 직격탄을 날렸고, 비행갑판이 불타오르며 항공요원들을 화장시켜 버렸다. 이어진 폭발로 인해 소류는 완전히 무력화되었고, 결국 함장은 퇴함을 명령한다. 그리고 그는 퇴함하라는 권고를 무시하고 소류에 남아 수장된다. 소류에 탑승한 인원은 불명이지만 소류의 정원이 1,103명으로 야나기모토 류사쿠(柳本柳作) 함장 이하 준사관 35명, 부사관 683명, 합계 718명이 전사했다. 하지만 소류의 함재기 조종사의 전사는 10명으로 에구사(江草) 비행대장 이하 조종사의 대부분은 구조되었다.